# Corazza inclinata

Schema di una corazza inclinata. Confronto tra una sezione di corazza verticale a sinistra paragonata con una inclinata a 45 gradi sulla destra. Si dimostra che a parità di area orizzontale coperta e a parità di area grigia (quindi volume) della corazza, lo spessore orizzontale è lo stesso (freccia nera). Lo spessore radiale alla corazza (freccia verde) diminuisce in quella inclinata.

La corazza inclinata è un espediente per aumentare il grado di protezione di un veicolo corazzato.
Il vantaggio di questa tecnica risiede nel fatto che non aumenta lo spessore orizzontale di questa.

## Caratteristiche
Inclinando una corazzatura aumenta il suo spessore orizzontale, ma per contro si copre un'area verticale minore (inclinandola di 90 gradi diventa praticamente nulla). Utilizzando i teoremi di base della geometria euclidea, si dimostra che: se si vuole coprire una data area orizzontale con un dato volume di corazza, allora lo spessore orizzontale di questa è costante per qualsiasi angolazione. Questo risultato a prima vista può risultare strano. È un dato di fatto che il successo del T-34 sovietico è dovuto anche all'inclinazione delle sue corazzature. Questo errore accade se si pensa alle prestazioni di una corazza solamente in termini di spessore orizzontale. Il T-34 aveva sì uno spessore orizzontale maggiore, ma per proteggere la stessa area orizzontale, utilizzava una quantità di corazza maggiore; quindi in termini di spessore orizzontale, il T-34 poteva benissimo adottare una corazza verticale, come i Panzer VI Tiger I tedeschi.
Il vantaggio della corazza inclinata è il seguente: il proiettile incidente orizzontalmente scarica la sua energia cinetica in parte verso il basamento del carro e in parte verso il suo interno (scomposizione delle forze lungo un piano inclinato). Data la struttura dei carri armati, il basamento, comprendente di telaio e trasmissione finale, può tranquillamente trasferire parte dell'energia del proietto verso il suolo. Ad esempio, inclinando la corazza di 45 gradi, solo metà dell'energia iniziale arriva all'interno del carro. In realtà esistono anche altri vantaggi minori, quali un più semplice processo di fabbricazione (lo spessore radiale diminuisce), una migliore protezione per la fanteria vicina esposta al rimbalzo dei proiettili (tendono a divergere verso l'alto), ed altri ancora.